# 邊緣政策

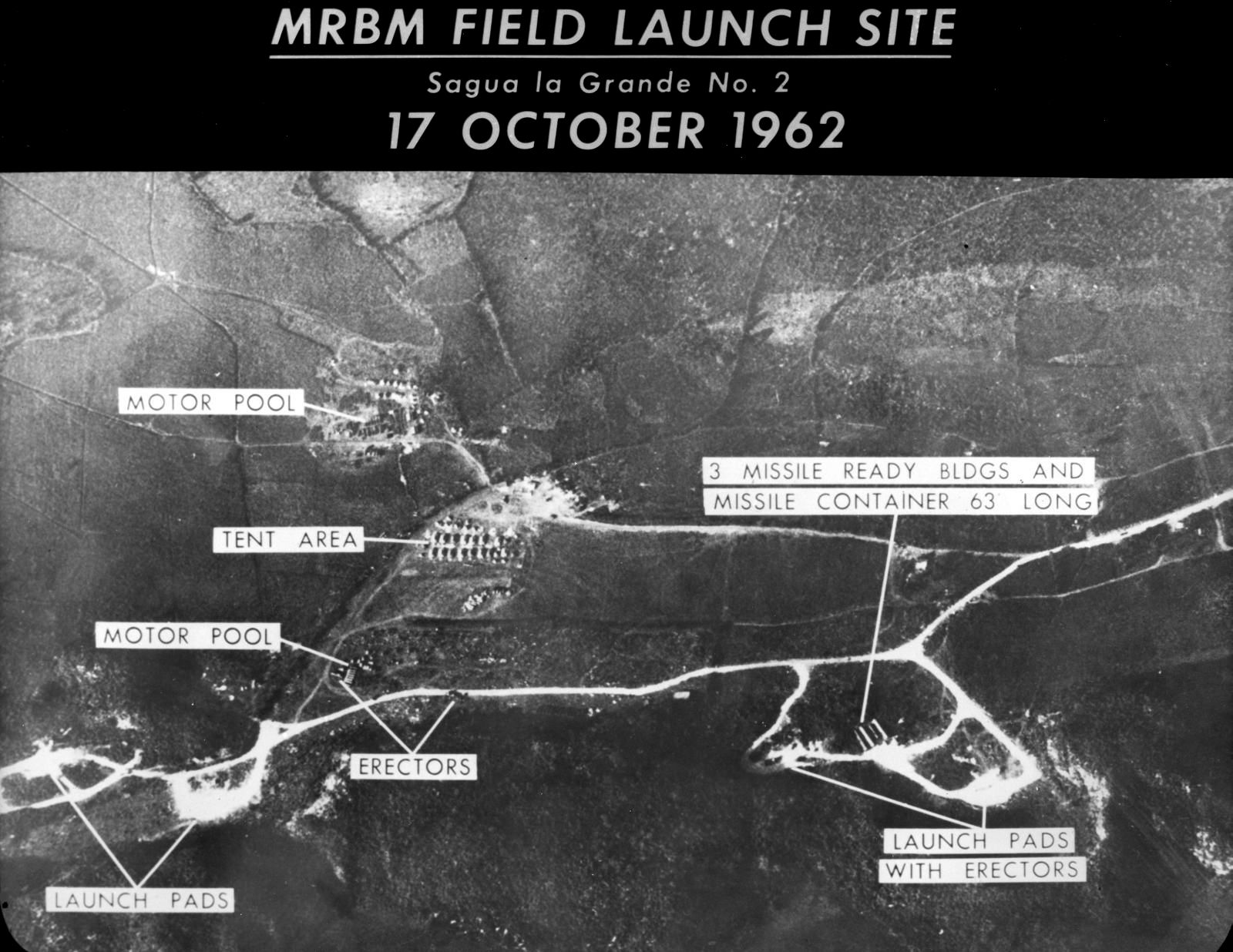
古巴導彈危機的處理手法常被描述為邊緣政策實行的顯著例子。

邊緣政策（英語：Brinkmanship）是指在冷戰時期用來形容一個近乎要發動戰爭的情況，也就是到達戰爭邊緣，從而說服對方屈服的一種戰略術語。邊緣政策是一種被視為有效的政策，例如核戰爭，該戰爭可以相互保證毀滅的前提下進行，此時一方就會以核武來威懾雙方保持克制的。可是在冷戰時期，這項政策最終還是惡化了蘇聯和美國之間的關係。

## 理論

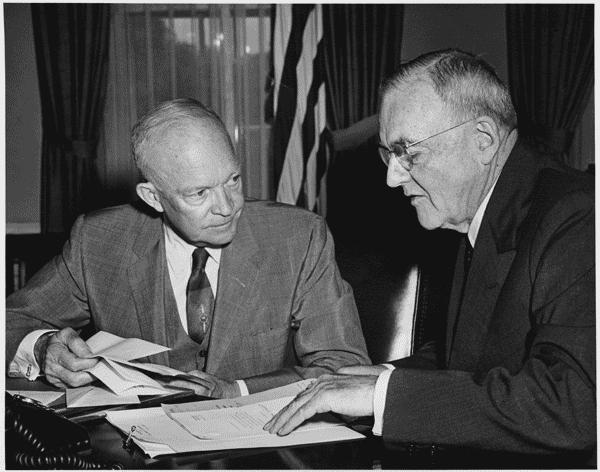
1956年，杜勒斯和時任美國總統艾森豪威爾

### 起源
邊緣政策這項術語是由時任美國國務卿约翰·福斯特·杜勒斯率先引用的，主要是指透過軍事來把事情推往戰爭的邊緣，以說服其他國家服從我方的政治要求。在1952年，杜勒斯在《生活雜誌》接受訪問時把邊緣政策定義為"把事情推到它的邊緣而沒有演化為戰爭的能力是必要的藝術。" 在冷戰時期，邊緣政策被美國政府充分地利用來追使蘇聯讓步，尤其在軍事和政治上具為顯著。

### 概念化
在冷戰的觀點中，被西方社會（美國為主）和蘇聯所使用，使對方陣營退縮的恐懼戰術和恐嚇策略都涉及著邊緣政策的概念。不論是美國還是蘇聯，往往都把險情推到最危險的極限，從而在國際政治和外交政策問題上迫使對方讓步。不過，在行使這個政策的過程中只要一有不慎，雙方都面臨著災難性的後果。作為核武器的擁有國，在以核武器為皇牌的前提下，這兩大陣營武裝上的衝突很容易會演化為核戰爭，因為核的威脅在任何情況下都是難以控制的。因此雙方也因顧慮核戰爭和大規模報復對自身的威脅，只好用更多的力量作出反應，間接演變成核軍備競賽這種投放大量資源去增加核武的數量和質量的行動。這種戰術的原則是雙方都主張不會向對方屈服，然而雙方都知道最終總要有一方要稍作讓步，因為如果雙方都堅持決不讓步，所帶來的結果對雙方都不會帶來好處，但問題是雙方都擔心率先屈服的是否會視為較弱的一方。雖然如此，在冷戰時期美國和蘇聯雙方都宣稱他們會維護自己的人民，鄰國或其盟國的利益，所以實行邊緣政策的風險也降低了一定的程度。基於要任何一方讓步會十分困難，為求避免相互保證毀滅（MAD）的實行，唯一辦法就是雙方達成妥協。英國哲學家伯特蘭·羅素曾把邊緣政策比喻為叫作 "雞" 的遊戲，即膽小鬼博弈（The game of chicken）。
|  | 由於這核僵局變得明顯，東方和西方的政府已透過杜勒斯先生把這政策名為 "邊緣政策" 。據我所知這是一個改篇自一項運動的政策，這項運動曾被年輕的墮落人士所實踐（練習）。這項運動稱作 "雞!" |

### 語境化
蘇聯和西方國家(以美國為主)都花了近50年的時間身處於要爆發戰爭的邊緣，就像古巴導彈危機中美國和蘇聯的衝突所引發的局勢緊張升級，都不禁令人憂慮冷戰是否會演化為實質武裝衝突的地步。總括來說，邊緣政策只不過是事情達到實際的戰爭前的一個步驟而已。

## 作法和對冷戰的影響

### 韓戰(1950 - 1953)
韓戰主要是指在朝鮮半島上大韓民國和朝鮮民主主義人民共和國之間的軍事衝突。這埸戰爭䦕展於1950年6月25日並基於朝鮮停戰協定的簽定，在3年後的1953年7月27日宣佈停戰。隨著蘇聯在背後和美國各自支持南北韓兩方, 韓戰成為了第二次世界大戰結束後的第一埸 "熱戰" ，從而令到這兩者之間的緊張局勢不斷升級。由於蘇聯在1949年9月成功測試了它的第一個原子彈，變相造成在往後的日子裏, 蘇聯和美國打一埸 "有限的戰爭" 的可能性變得基乎不可能。
1950年代初，在當時的反共產主義者象徵，時任美國國會參議員約瑟夫·麥卡錫的帶領下，在美國本土造成了名為第二次紅色恐慌的反共產主義浪潮，間接地推動了美國反共產主義政策NSC-68的通過和實行。按照NSC-68的一份報告內容指出，當時所有的共產主義活動都是由時任蘇聯最高領導人約瑟夫·斯大林的控制下實行的，並指出美國會向任何抵制共產主義的國家提供軍事和經濟上的援助，因此在1950年當北韓(朝鮮民主主義人民共和國)入侵南韓(大韓民國)的時候, 美國便於同年的6月25日出兵朝鮮半島以支援南韓，正式參與了這埸為期3年的戰爭。

## 注譯
1. ↑  "熱戰"指的是實質的武裝衝突